# 문구로
문구로(Mungu-ro)는 대한민국의 경상북도 경주시 외동읍 중심부를 연결하는 도로이다.

## 노선 경로
- 도로명 명칭 미상 직결
  - 사거리 명칭 미상 - 관문로 (국도 제14호선)
- 석계교 (상동천)
- 구어교 (동천)
  - 교차로 명칭 미상 - 산업로 (국도 제7호선)
- 신기앞길 직결